# Clément Beaune
Clément Beaune (Parigi, 14 agosto 1981) è un politico francese. Dal 26 luglio 2020 al 4 luglio 2022 è ministro delegato per l'Europa nei governi Castex e Borne.

## Biografia

### Famiglia e formazione
È figlio di un insegnante-ricercatore in medicina. Si è laureato all'Istituto di studi politici di Parigi (IEP) e successivamente si è formato presso il Collegio d'Europa di Bruges e l'École nationale d'administration.

### Funzionario di Stato
Nel 2009 ha iniziato la sua carriera nel dipartimento del bilancio, come vice capo dell'ufficio legale finanziario. Dal 2012 al 2014 ha lavorato nel gabinetto di Jean-Marc Ayrault, allora Primo Ministro, come consigliere di bilancio. Nel 2014, per un breve periodo è stato nominato consigliere presso il Rappresentante permanente della Francia presso l'Unione europea, poi è entrato a far parte del gabinetto di Emmanuel Macron presso il Ministero dell'Economia, dove è stato responsabile degli Affari Europei fino al 2016.
Dal 2016 al 2017 è stato vice CEO di ADP Management, multinazionale francese attiva nell'ingegneria e gestione aeroportuale.

### Carriera politica
Il 26 luglio 2020 è stato nominato ministro delegato per l'Europa del Governo Castex sotto il ministro degli affari esteri Jean-Yves Le Drian.
Nel novembre 2020, è entrato a far parte del partito Territori del Progresso, partito dell'ala sinistra della maggioranza, fondato nel gennaio 2020 dai ministri Jean-Yves Le Drian e Olivier Dussopt, che raggruppa un nucleo di ex socialisti divenuti parte della maggioranza presidenziale di Emmanuel Macron.
Nel dicembre 2020, ha reso nota la propria omosessualità in un'intervista alla rivista Têtu, in cui ha dichiarato di volersi spendere per il contrasto dell'omofobia in Ungheria e Polonia, ove sono messi a repentaglio i diritti delle persone LGBTI+.